# Przymuszewo (powiat chojnicki)
Przymuszewo – (kaszub. Przëmùszewò, Zwangsbruch, niem. Zwangshof) – wieś kaszubska w Polsce położona w województwie pomorskim, w powiecie chojnickim, w gminie Brusy na północnym obrzeżu Zaborskiego Parku Krajobrazowego. Wieś jest siedzibą sołectwa Przymuszewo, w którego skład wchodzą również: Bytówko, Gapowo, Kruszyn, Lendy, Parzyn, Peplin, Windorp i Zimna Kawa.
W latach 1975–1998 miejscowość położona była w województwie bydgoskim.
We wsi swoją siedzibę ma Nadleśnictwa Przymuszewo.
We wsi także znajduje się ponad 100-letnia szkoła, w której wisi tablica upamiętniająca tutejszą pisarkę Annę Łajming.

## Osoby związane z Przymuszewem
- Anna Łajming – polska pisarka
- Józef Gierszewski – oficer rezerwy Wojska Polskiego (porucznik), pedagog, działacz społeczny na Kaszubach, przywódca organizacji konspiracyjnej Wolność i komendant naczelny Tajnej Organizacji Wojskowej "Gryf Pomorski" w okresie od lipca 1942 do 17 lutego 1943, ps. "Ryś", "Szulz", "Gozdawa", "Ordon"